# She's Leaving Home
Pistes de 
 Sgt. Pepper’s Lonely Hearts Club Band
Fixing a Hole Being for the Benefit of Mr. Kite!
She’s Leaving Home est une chanson du groupe britannique les Beatles écrite par Paul McCartney avec l’aide de John Lennon. Elle apparaît sur l’album Sgt. Pepper’s Lonely Hearts Club Band sorti en 1967.

## Genèse
L’idée de cette chanson, qui raconte la fugue d’une adolescente, est venue à Paul McCartney à la lecture d’un article dans le Daily Mirror de février 1967. L’article en question traitait de la fugue d'une adolescente de 17 ans, nommée Melanie Coe. Il y avait à l’époque beaucoup de cas similaires de fugues chez les adolescents, comportement fortement encouragé par Timothy Leary, gourou de la « contre-culture », dont l’idée était ainsi de créer une sorte de « société alternative » à San Francisco. Il n’en fallut pas plus pour pousser McCartney à écrire cette chanson.
La majeure partie des paroles est fidèle aux faits rapportés dans l’article ; d'ailleurs, Melanie Coe elle-même expliquera plus tard que la chanson était relativement fidèle à ce qu’elle avait vécu, mis à part le fait que la fugue avait eu lieu dans l’après-midi, alors que ses parents étaient au travail, et non le matin à cinq heures, comme le raconte la chanson, et que l’homme qui l’avait aidée à fuguer n’était pas un vendeur de voiture (« a man from the motor trade »), mais un croupier.
Trois ans auparavant le vendredi 4 octobre 1963, Melanie Coe avait rencontré les Beatles au cours d'une émission musicale anglaise Ready Steady Go! où le groupe était invité pour la première fois. À cette occasion, elle avait passé la journée avec eux dans les studios, et, ayant remporté le concours, avait reçu son prix des mains de Paul McCartney. Celui-ci n'a pas fait le rapprochement entre le nom de Melanie Coe trouvé dans la presse et l'invitée,.
L’idée de la chanson vient principalement de McCartney, mais c’est à John Lennon que l’on doit notamment la présence, au refrain, du chœur symbolisant la voix des parents, à la manière d’un chœur antique, exprimant leur incompréhension et accentuant encore l’idée du conflit inter-génération développée par la chanson.

## Enregistrement
L’enregistrement de She’s Leaving Home se déroula dans un temps assez réduit, en deux séances seulement, auxquelles seuls Lennon et McCartney participèrent, et uniquement pour des prestations vocales (la chanson ne comportant ni guitare, ni basse, ni batterie) les 17 et 20 mars 1967. La particularité de cette chanson réside dans ses arrangements classiques, qui pour la première et unique fois ne furent pas composés par George Martin, pourtant arrangeur attitré du groupe en temps normal — si l’on excepte les arrangements de Phil Spector pour Let It Be. En effet, lorsque Paul McCartney voulut travailler sur les arrangements de la chanson, Martin n’était pas disponible ; impatient, Paul appela donc Mike Leander pour le remplacer. Martin fut d’ailleurs assez affecté par cette indélicatesse, mais accepta cependant de produire la chanson et de diriger les dix instrumentistes à cordes le jour de l’enregistrement. Autre fait marquant, c’est Sheila Bromberg qui joua de la harpe sur ce morceau, et qui devint ainsi la première femme à participer à l’élaboration d’une chanson des Beatles. Pour son travail, de 21 heures à minuit, elle a reçu un salaire de 9£.

## Structure musicale
La chanson commence avec un solo de harpe joué par Sheila Bromberg, suivi de deux couplets chantés par Paul McCartney. Tout au long de la chanson, on entend les violoncelles et les violons qui accompagnent la harpe et soutiennent les voix. Lors des refrains, John Lennon chante les paroles des parents. Aucun instrument habituel de rock — à savoir guitare, basse ou batterie — n’est utilisé.

## Parution
La chanson figure sur le disque Sgt Pepper. On retrouve sur les éditions du 50e anniversaire deux versions instrumentales en plus du premier mixage mono où l'on entend quelques notes de violoncelle qui seront finalement coupées.

## Interprètes de la version originale
- John Lennon – chant, chœurs
- Paul McCartney – chant, chœurs
- Eric Gruenberg, Dereck Jacobs, Trevor Williams, José Luis Garcia, John Underwood & Stephen Shingles – violon
- Dennis Vigay & Alan Dalziel – violoncelle
- Gordon Pearce – contrebasse
- Sheila Bromberg – harpe

## Reprises par d’autres artistes
Parmi les artistes ayant repris cette chanson, on cite :
- En 1967, Erick Saint-Laurent adapte la chanson pour son EP C'est devenu un homme
- En 1967, Harry Nilsson reprend la chanson pour le Pandemonium Shadow Show ;
- En 1969, le groupe expérimental québécois L'Infonie la reprend dans l'album André Perry présente L'Infonie[6]
- En 1972, Syreeta reprend la chanson pour son album homonyme ;
- En 1976, Bryan Ferry reprend la chanson dans le documentaire musical All This and World War II ;
- En 1983, Richie Havens reprend la chanson sur  Richard P. Havens 1983 ;
- En 1988, Billy Bragg reprend la chanson dans un deux-titres, l’autre piste étant une reprise par Wet Wet Wet de With a Little Help from My Friends ;
- En 1995, Karine Costa reprend la chanson dans son album Seventeen;
- En 2001, BuddhaTrek reprend la chanson sur BuddhaTrek I ;
- En 2005, Brad Mehldau et son trio reprennent cette chanson sur leur album Day Is Done ;
- En 2007, Carrie Underwood reprend la chanson au sein d’un florilège en hommage à l’album Sgt. Pepper’s Lonely Hearts Club Band durant la finale de l’émission American Idol ;
- En 2007, les Magic Numbers enregistrent la chanson dans le cadre du téléfilm It Was 40 Years Ago Today, où chaque chanson de l’album Sgt. Pepper est reprise par un artiste contemporain en utilisant le matériel instrumental original utilisé par les Beatles.

D'autres reprises ont aussi été effectuées, notamment par Al Jarreau, William Sheller ou Brian Wilson.